# Guy Henry
Pour l’article homonyme, voir Guy-Henry.
Guy Henry est un acteur britannique né le 17 octobre 1960, connu notamment pour son rôle de Cassius dans la série télévisée Rome. Il a suivi les cours de l'Académie Royale des Arts Dramatiques et a joué avec la Royal Shakespeare Company.

## Filmographie

### Cinéma
- 2003 : Bright Young Things : Archie
- 2005 : V pour Vendetta : Heyer
- 2006 : Starter for 10 : Dr Morrison
- 2008 : Obscénité et Vertu : Lorcan O'Niell
- 2010 : Harry Potter et les Reliques de la Mort, partie 1  de David Yates : Pius Thicknesse
- 2011 : Harry Potter et les Reliques de la Mort, partie 2 de David Yates : Pius Thicknesse
- 2016 : Rogue One: A Star Wars Story de Gareth Edwards : Grand Moff Tarkin (doublure numérique de Peter Cushing[1])

### Télévision
- 1996 : Emma de Diarmuid Lawrence : John Knightley
- 2004 : La Revanche de Sherlock Holmes : Mr Bilney
- 2005 - 2007 : Rome : Cassius (8 épisodes)
- 2008 : Orgueil et Quiproquos (Lost in Austen) : Mr Collins
- 2009 : Criminal Justice : Nick Holloway (3 épisodes)
- 2011 : Casualty : Henrik Hanssen (5 épisodes)
- 2010 - 2022 : Holby City : Henrik Hanssen